# Morpho mutius
Morpho mutius är en fjärilsart som beskrevs av Weber 1944. Morpho mutius ingår i släktet Morpho och familjen praktfjärilar. Inga underarter finns listade i Catalogue of Life.